# Gmina Rebild
Gmina Rebild (duń. Rebild Kommune) – gmina w Danii w regionie Jutlandia Północna.
Gmina powstała w 2007 roku na mocy reformy administracyjnej z połączenia gmin Støvring, Skørping i Nørager.
Siedzibą gminy jest miasto Støvring.